# Szent Paraszkiva-fatemplom (Marzsina)
A marzsinai Szent Paraszkiva-fatemplom műemlékké nyilvánított épület Romániában, Temes megyében. A romániai műemlékek jegyzékében az  TM-II-m-A-06258 sorszámon szerepel.

## Leírása
A falak tölgyfagerendákból készültek, és kívülről döngölt földdel boríttották. A pronaoszt és a naoszt egy 0,9 méteres válaszfal és négy faragott tölgyfaoszlop választja el. A hajót hosszanti irányban egy félhenger alakú boltozat fedi, az oltárt pedig egy fél csonkakúp. A pronaosz felett kis haranglábtorony helyezkedik el. A tetőt zsindely fedi. A festmények csupán a naosz boltozatának alsó részén maradtak fenn.